# بان بورزياني
بان بورزياني (الاسم العلمي: Moringa borziana) هو نوع نباتي يتبع جنس البان من الفصيلة البانية.  